# Acacia hindsii
Acacia hindsii é uma espécie de leguminosa do gênero Acacia, pertencente à família Fabaceae.